# Government Music
Government Music är debutalbumet från den svenske rapparen Promoe som soloartist, utgivet 2001

## Låtlista
1. "Dawn" - 3:34
2. "Big in Japan (feat. Cos.M.I.C & Supreme)" - 4:07
3. "Prime Time" - 4:15
4. "Government Music" - 4:02
5. "Freedom Fighters (feat. Cos.M.I.C)" - 4:25
6. "Freedom Writers" - 2:52
7. "Thx 1138" - 4:27
8. "Yes Ayah (feat. Cos.M.I.C & Supreme)" - 4:47
9. "Injected (feat. Cos.M.I.C & Supreme)" - 5:20
10. "Conspiracy" - 3:51
11. "Money (feat. Cos.M.I.C & Supreme)" - 4:06
12. "Interesting Indeed" - 3:18
13. "Process of Elimination" - 3:48
14. "Urban Guerilla Warfare (feat. Akem)" - 4:09
15. "What's That Sound? (feat. Black Fist)" - 4:52
16. "Positive & Negative" - 4:43